# Nawet karły były kiedyś małe
Nawet karły były kiedyś małe – drugi film fabularny Wernera Herzoga, wyprodukowany przez Werner Herzog Filmproduktion za 200 tysięcy dolarów w 1970 roku. Za zdjęcia odpowiadał Thomas Mauch, jego asystentem był Jörg Schmidt-Reitwein. Montażem zajęła się Beate Mainka-Jellinghaus, jej asystentem był Maximiliane Mainka.

## Opis fabuły
Reżyser opowiada historię grupy karłów, mieszkającej w odciętym od świata ośrodku. Karły wszczynają rebelię jako wyraz sprzeciwu wobec uwięzienia ich kolegi przez tymczasowego opiekuna ośrodka, również rekrutowanego z grupy karłów. Bunt podopiecznych polega na niszczeniu ośrodka, a także na znęcaniu się nad słabszymi pensjonariuszami lub zwierzętami. Kulminacją dzieła Herzoga jest szaleńczy festyn na dziedzińcu ośrodka: karły uruchamiają samochód tak, aby kręcił się w kółko, ucztują zebrani wokół stołu bawiąc się jedzeniem. Na koniec odprawiają bluźnierczą procesję, obnosząc krzyż z przywiązaną do niego małpką. Pod koniec oszalały już zastępca dyrektora ucieka z ośrodka.

## Produkcja
Lokacje
Film został zrealizowany na hiszpańskiej wyspie Lanzarote, należącej do archipelagu Wysp Kanaryjskich.
Obsada
Obsada filmu składa się tylko z karłów, którzy nie byli profesjonalnymi aktorami. Jeden z nich, Helmut Döring wcielający się w rolę Hombrego, pojawił się w innym filmie Herzoga - Zagadka Kaspara Hausera w roli małego księcia.

## Nagrody
Film był pokazywany na następujących festiwalach:
- 1970: Quinzaine des Réalisateurs
- 1970: Berlin Film Festival
- 1970: London Film Festival
- 1970: New York Film Festival

## Pozostałe informacje
- Podczas filmowania sekwencji kręcenia się samochodu, człowiek, który wspiął się na dach samochodu rzeczywiście spadł i został poturbowany przez samochód. Nie został jednak ranny i pozwolił na dalsze filmowanie sceny.
- Werner Herzog obiecał skoczyć na kaktusa, gdyby udało się zrealizować ten film. Obietnicę spełnił.
- Herzog nakręcił zaraz po tym filmie swoje dwa dokumenty: Latający lekarze z Afryki Wschodniej oraz Fata Morgana. W tym ostatnim filmie aktorzy noszą te same ciemne okulary, co aktorzy z filmu Nawet karły były kiedyś małe.
- Reżyser przyznał, że tytuł Nawet karły były kiedyś małe był tytułem roboczym. Słowo karły nie powinno pojawić się w ostatecznym tytule.